# Goldendoodle

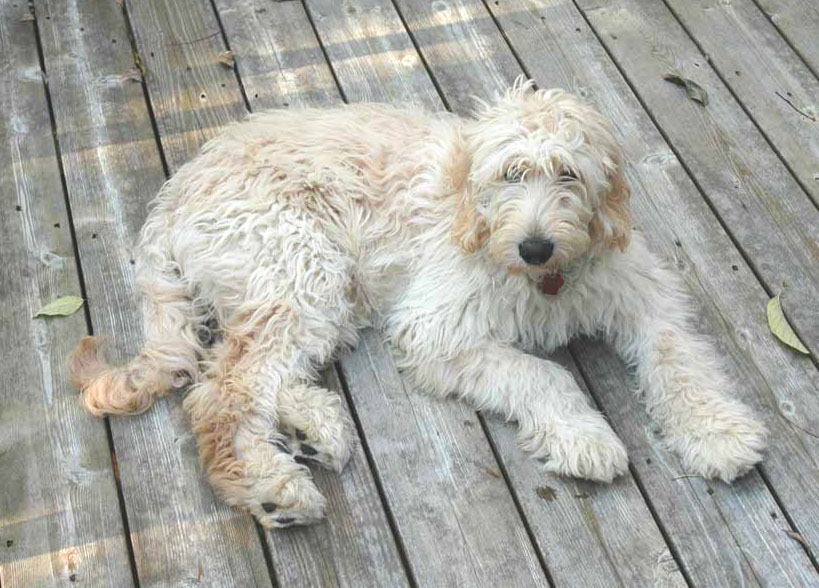
Un Goldendoodle joven.

Goldendoodle hace referencia a un mestizaje de perros creada a partir de la Cruza de dos razas diferentes de  perros: un Golden Retriever y un Caniche (en inglés "Poodle") Estándar o gigante.

## Propósito
Una persona puede preferir un goldendoodle porque le guste el temperamento del golden retriever pero prefiera un perro que pierda menos pelo. Aunque no todos los goldendoodles tienen un manto que no pierda pelo, como el del Caniche estándar, la mayor parte de ellos tienen un manto que pierden poco o no pierden pelo en absoluto, dependiendo del ejemplar; por esta razón se le considera una raza hipoalergénica, tolerada por personas con alergias

## Personalidad
La personalidad del goldendoodle es la razón por la cual esta raza es una de las razas de perros más populares del mundo. Los goldendoodles tienen muchos rasgos de personalidad positivos que contribuyen a su éxito como perro de servicio y mascota familiar. Los goldendoodles son cariñosos, amigables y exudan una gran cantidad de energía feliz para su familia y cualquier tarea que se les asigne.
Niños y otras mascotas: todos los niños deben aprender a acercarse y acariciar su nueva mascota; sin embargo, los doodles son generalmente gentiles y muy pacientes con los niños y otras mascotas y buscan activamente la compañía de su familia.
Inteligencia: el golden retriever y el caniche se cuentan regularmente entre las razas de perros más inteligentes del mundo. Como un híbrido del golden retriever y el caniche, el goldendoodle es muy inteligente y obedece con entusiasmo las órdenes de sus dueños cuando está adecuadamente entrenado.
La inteligencia del goldendoodle lo convierte en una raza extremadamente capaz, con la capacidad de llevar a cabo una serie de diferentes roles de servicio, desde guiar a los discapacitados visuales, a rastrear drogas y buscar y rescatar.
Atletismo: los goldendoodles son perros muy activos y altamente enérgicos que se adaptan bien a una amplia variedad de actividades deportivas. Aunque es poco probable que un goldendoodle rechace cualquier actividad al aire libre, no es tan competente en la caza y recuperación como podría sugerir su parentesco de perros de caza.
Cuidados: son perros que requieren cierto mantenimiento de su pelaje, ya que si heredan el pelo de su padre o madre caniche requerirá cepillados y cortes con regularidad.
Los doodles son cariñosos, inteligentes y notablemente atléticos. A los doodles les encanta jugar y disfrutar de un buen baño. El goldendoodle puede ser rápido y puede correr cuando se le presente la oportunidad. Los propietarios deben invertir en un área grande y cerrada como un patio cercado donde un goldendoodle pueda jugar con seguridad.
En caso de heredar las características del progenitor golden retriever, pueden ser buenos perros de muestra.

## Álbum

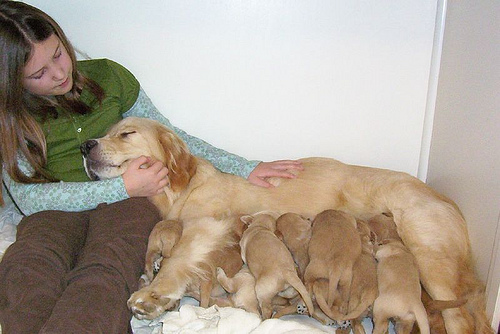
Golden retriever con trece cachorros de goldendoodle
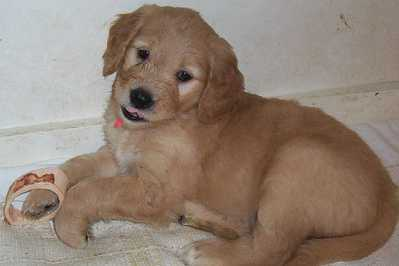
Con seis semanas el manto comienza a rizarse
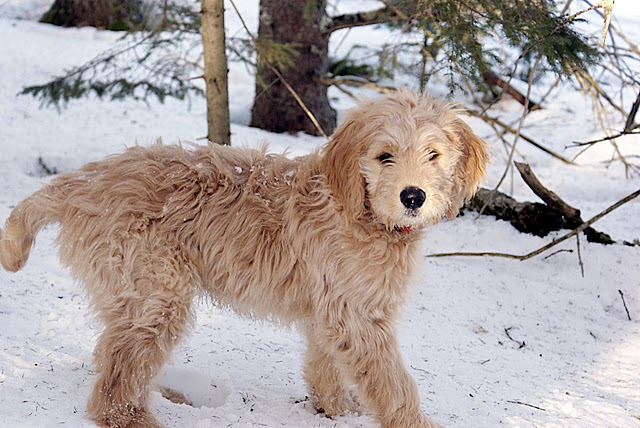
Con doce semanas
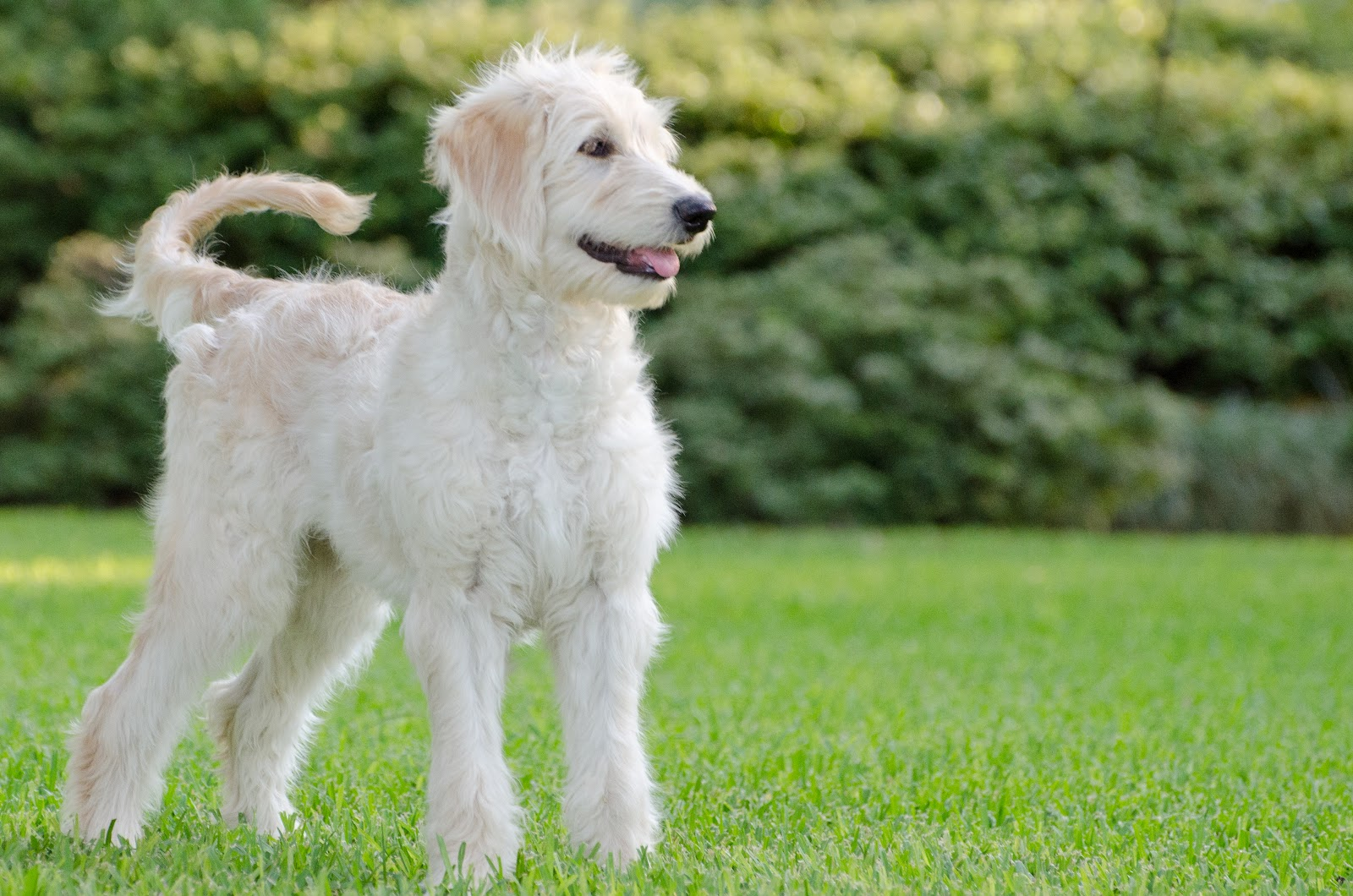
Con seis meses
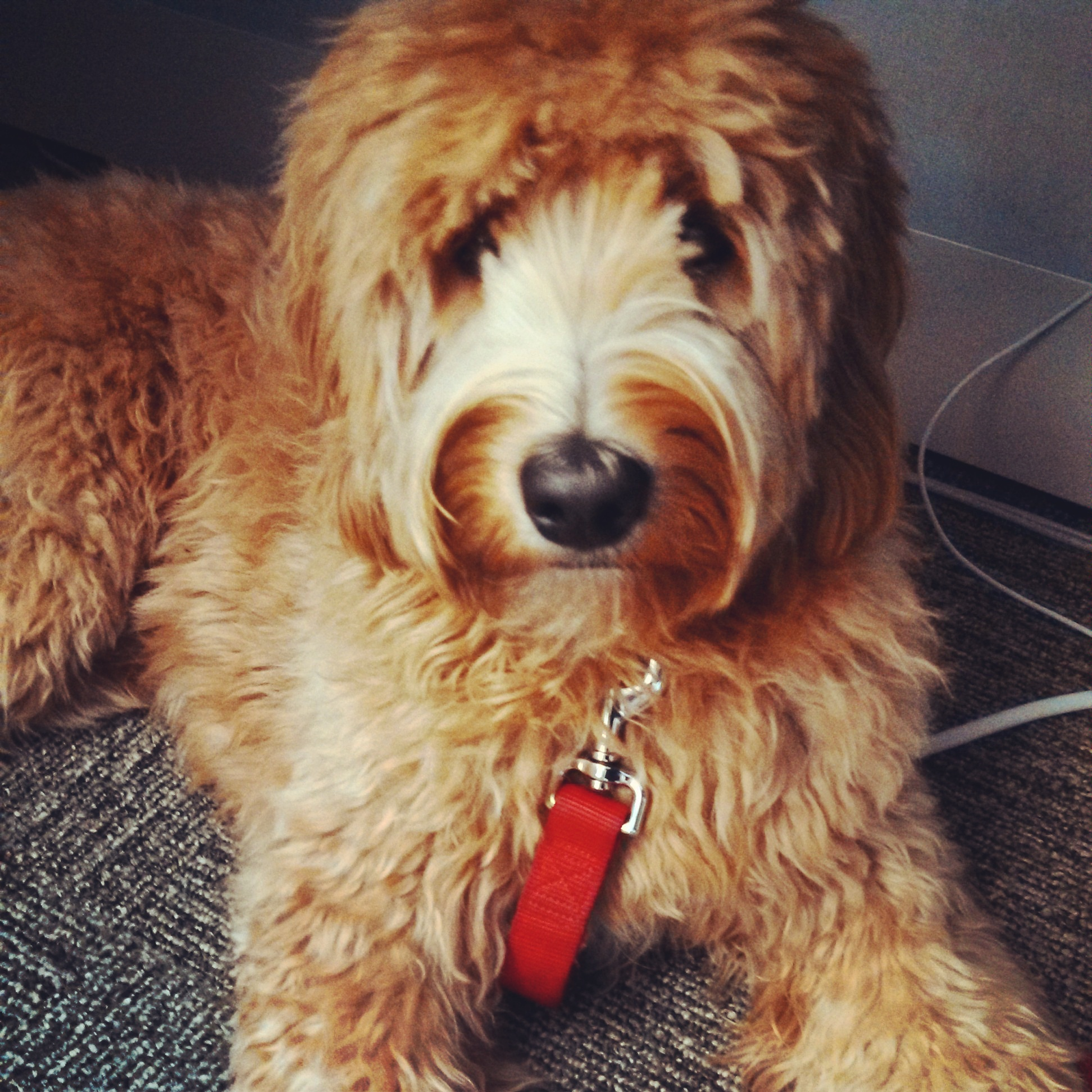
Con un año
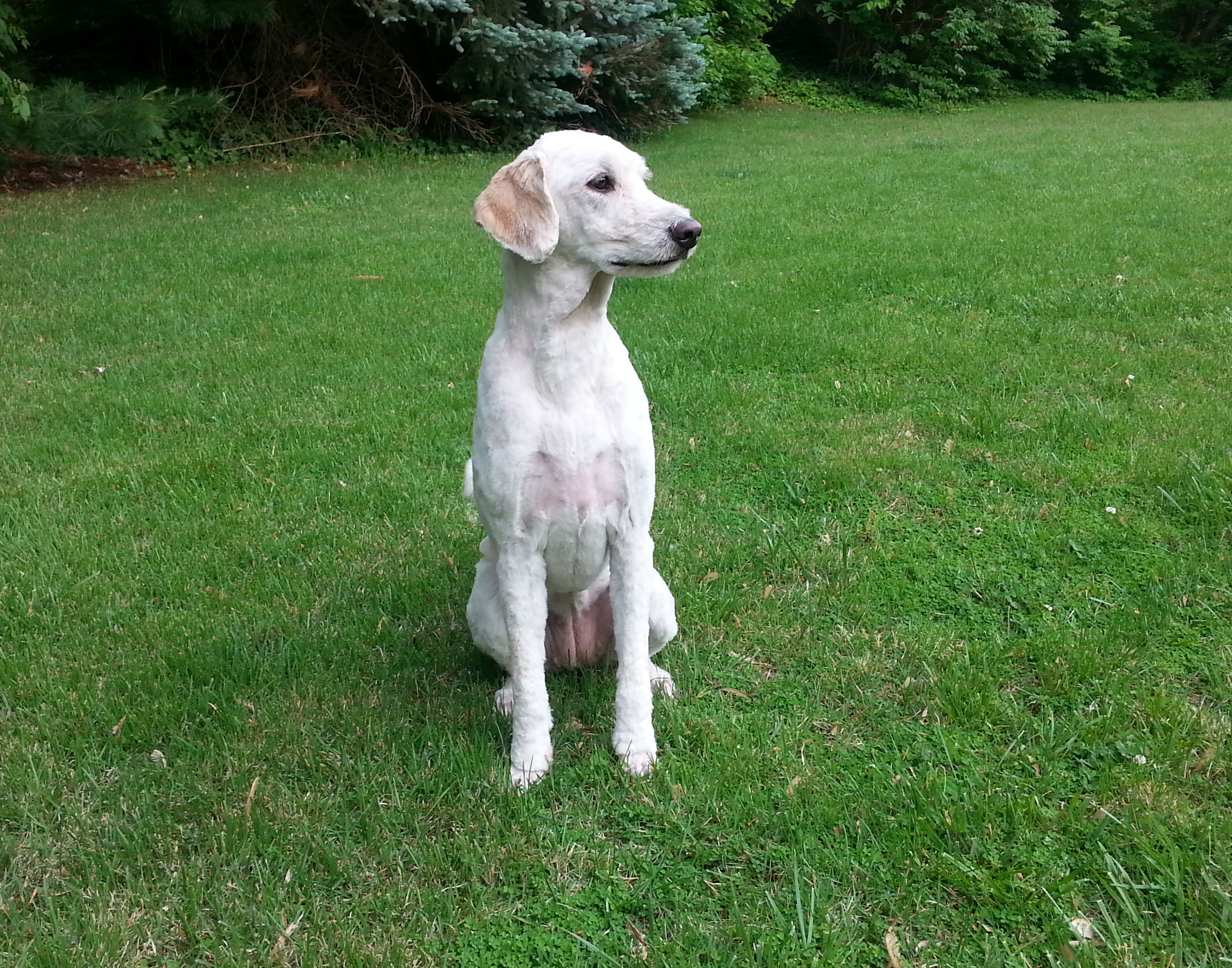
Con tres años y medio
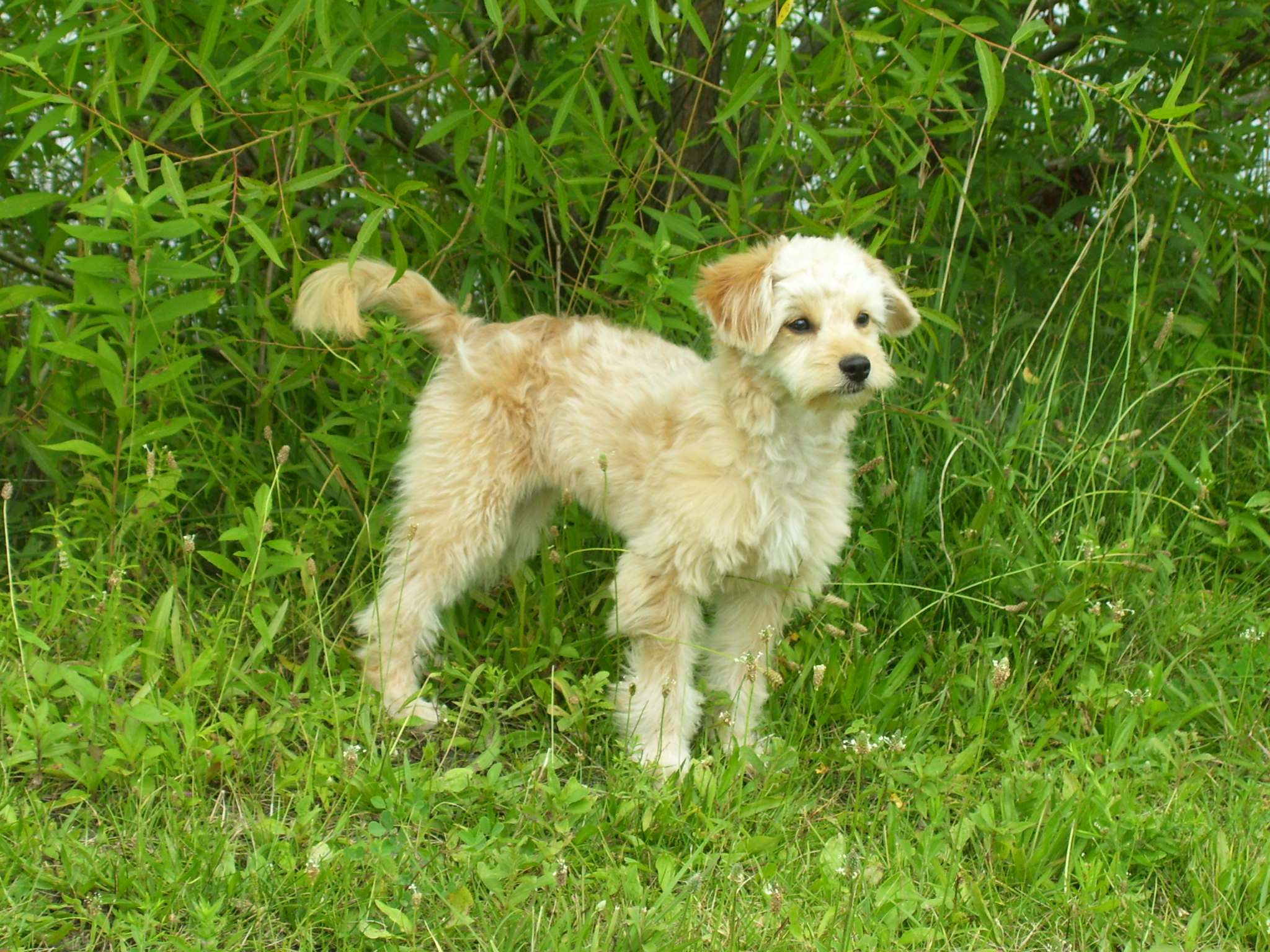
Goldendoodle miniatura de cinco meses